# Ørðavík
Ørðavík (IPA: [ˈøːɹavʊik], danska: Ørdevig, eller Øravík), är en tätort på Suðuroy, den sydligaste av de öar som utgör Färöarna. Ørðavík ligger i Tvøroyris kommun, sju kilometer söder som de större orterna Tvøroyri och Trongisvágur. Ørðavík ligger i en havsvik på sydsidan av Trongisvágsfjørður, och hade vid folkräkningen 2015 sammanlagt 35 invånare.
Orten är framför allt en jordbruksby, men har även gästgiveriet Hotel Øravík och en mindre hamnanläggning. Fjällbäcken som löper ut i Ørðavík har ett rikt laxliv. Det finns ingen kyrka i byn, men ett bönhus invigdes 1966. 
Från Ørðavík går det en 2,4 kilometer lång vägtunnel till Hov, öppnad 2007. Tunneln avlöser den tidigare bergsvägen som färdigställdes 1958. Vägen till Fámjin på västkusten utgår från Ørðavík.

## Historia
Enligt Christian Matras var det ursprungliga ortsnamnet Hørðavík, som har sitt ursprung från folknamnet hǫrðar (haruder) och dateras till landnamstiden. Ørðavík nämndes första gången i skriftlig form i Hundbrevet under den sista halvan av 1300-talet. År 1656 lyckades en präst ifrån Suðuroy vid namn Jacob Christensen Klinte etablera en liten närbutik i Punthavn i närheten av Øravík, så att invånarna skulle slippa att ro den både långa och farliga vägen in till Tórshavn för att handla. Snart gick affären i konkurs eftersom byborna hellre handlade av de utländska smuggelfartygen som anlände. 
Två kilometer väster om Ørðavík ligger den gamla tingsplatsen på Suðuroy, uppi millum Stovur, där vårtinget från medeltiden löste konflikter och verkställde nya lagar från Torshamn. Tinget flyttades till Hvalba 1808 och tillbaka 1870. 1895 flyttades tinget till Tvøroyri. Strax utanför Ørðavík ligger också den gamla platsen för verkställning av avrättningar, Gálgatangi.

## Befolkningsutveckling
| Befolkningsutvecklingen i Ørðavík 1985–2015 | Befolkningsutvecklingen i Ørðavík 1985–2015 | Befolkningsutvecklingen i Ørðavík 1985–2015 | Befolkningsutvecklingen i Ørðavík 1985–2015 | Befolkningsutvecklingen i Ørðavík 1985–2015 |
| ------------------------------------------- | ------------------------------------------- | ------------------------------------------- | ------------------------------------------- | ------------------------------------------- |
|                                             |                                             |                                             |                                             |                                             |
| År                                          |                                             |                                             | Folkmängd                                   |                                             |
| 1985                                        | 1985                                        |                                             | 50                                          |                                             |
| 1990                                        | 1990                                        |                                             | 45                                          |                                             |
| 1995                                        | 1995                                        |                                             | 42                                          |                                             |
| 2000                                        | 2000                                        |                                             | 37                                          |                                             |
| 2005                                        | 2005                                        |                                             | 37                                          |                                             |
| 2010                                        | 2010                                        |                                             | 41                                          |                                             |
| 2015                                        | 2015                                        |                                             | 35                                          |                                             |
|                                             |                                             |                                             |                                             |                                             |